# Virtual Network
Virtual Network SA est une société de participations suisse active depuis 1997 dans le développement et financement de sociétés technologiques.

## Historique
En 2007, le groupe Edipresse fait son entrée au capital avec une prise de participation de 20 %. Les deux entités en profitent pour fonder Romandie Online SA, joint venture 50-50 ayant pour but de commercialiser de façon commune leurs offres publicitaires Internet respectives. Cette même année, le réseau de sites de Virtual Network atteint en France la 8e position du classement CybereStat de Médiamétrie avec plus de 28 millions de visites mensuelles, devançant des groupes comme Le Figaro, France Télévisions ou encore M6
En 2010, la filiale Romandie Online SA obtient la représentation publicitaire de Yahoo! en Suisse
En 2011, Virtual Network opère un virage stratégique, le portail Jeux.com est notamment revendu au groupe ConcoursMania pour un montant non divulgué.
Virtual Network SA demeure également active dans la prise de participations dans des sociétés privées ou publiques. Elle a notamment financé et participé activement depuis 2003 au développement de Zong, société de paiement mobile rachetée en août 2011 par eBay pour USD 240 millions.
Sa joint venture avec Edipresse arrivant à terme, Virtual Network lance en janvier 2012 sa filiale Romandie Network SA, régie active sur le marché suisse de la publicité sur Internet,, qui représente à ce jour une trentaine d'éditeurs dont notamment Le Figaro, L'Equipe et Vogue.
En 2014, la société lance en Suisse le site Devis.ch via sa filiale Devis.ch SA et rachète Brain.com pour un montant non divulgué.
En 2016, Invibes s'introduit en bourse sur Euronext Growth.
En 2018, Virtual Network prend une participation de 10 % dans la société Younergy Solar SA et réalise plusieurs exits, notamment dans Dreicom et Vidcoin.
En 2019, Virtual Network vend sa participation majoritaire dans Devis.ch SA au groupe La Bâloise  et cède 50% de sa filiale Romandie Network SA dans le cadre d'un MBO partiel. La même année le groupe prend des participations dans une dizaine de startups et se positionne de façon de plus en plus active dans le capital-risque.
En 2020, Virtual Network élargit encore son portefeuille de participations avec notamment des investissements dans les fintech suisses Foxstone, Metaco et Resolve .  
En 2021, Virtual Network participe notamment au financement de la société suisse AELER Technologies. Elle détient à ce jour une trentaine de participations dans des sociétés non cotées à forte croissance. 
En 2022, sa filiale Romandie Network SA revend ses activités au groupe Neue Zürcher Zeitung, qui incluent notamment la commercialisation exclusive du site Le Figaro en Suisse. 
En dehors de ses activités opérationnelles, Virtual Network SA apporte son soutien à diverses associations écologiques et humanitaires. Plus de 10000 arbres ont notamment été plantés en Amazonie via l'association Aquaverde.org. Son capital demeure détenu majoritairement par Stéphane Pictet et à hauteur de 25.15 % par TxGroup.[réf. nécessaire]